# Fonorama
Fonorama – pierwsze we wschodniej Europie pismo dla kolekcjonerów płyt gramofonowych, ukazywało się drukiem w latach 1990–2001.
Od 2001 roku dostępne jest wyłącznie w postaci elektronicznej. Plonem działalności Fonoramy są m.in. pionierskie encyklopedie muzyczne „Rock’n’roll 1959-1973” (wyd. Rock Serwice) oraz multimedialny program „Rock w Polsce” (wyd. Optimus Pascal Multimedia). Siedziba redakcji mieści się w Krakowie, redaktorem naczelnym pisma był Wojciech Zając, a współpracowali z nim m.in. Marek Ćwikła, Artur Piskorz, Andrzej Robak, Jan Kawecki, Janusz Sadłowski.